# Лисиці (триба)
Лиси́ці (Vulpini) — триба ссавців, група родів, близьких до роду лисиця (Vulpes), представники родини псових (Canidae). Види з триби лисиць поширені в Євразії, Африці й Північній Америці; лисиця звичайна інтродукована до Австралії.

## Склад триби
До складу триби входять такі роди:
|  | Vulpes      | Рід лисиця (12 видів, у тому числі: Vulpes vulpes)          |
|  | Otocyon     | Рід вухата лисиця (1 вид: Otocyon megalotis)                |
|  | Nyctereutes | Рід єнот (2 сучасних види: N. procyonoides і N. viverrinus) |

Вимерлі роди Ferrucyon, Metalopex і Prototocyon, ймовірно, теж входить до триби Лисиці.